# 11.° Premios CANACINE
La 11.ª edición de los Premios CANACINE, otorgados por la Cámara Nacional de la Industria Cinematográfica y del Videograma de México, se celebró el 8 de julio del 2015 en el Centro Cultural Roberto Cantoral en la Ciudad de México, para reconocer las mejores producciones cinematográficas nacionales durante el 2014. Cecilia Suárez y Mauricio Barrientos "El diablito" fueron los anfitriones del evento.
El 17 de junio en la sala 10 del Cinemex Reforma 222, Cecilia Suárez y Mauricio Barrientos "El diablito" junto con Agustín Torres Ibarrola, presidente de CANACINE anunciaron a los nominados.
| Predecesor: 10.° edición 2013 | Premios CANACINE 11.° edición 2014 | Sucesor: 12.° edición 2015 |

## Nominados y ganadores
Indica el ganador en cada categoría.
| Categoría                  | Nominados y ganadores                                       |
| -------------------------- | ----------------------------------------------------------- |
| Mejor Película             | Guten Tag, Ramón                                            |
| Mejor Película             | Cantinflas                                                  |
| Mejor Película             | Cásese quien pueda                                          |
| Mejor Película             | La dictadura perfecta                                       |
| Mejor Película             | La jaula de oro                                             |
| Mejor Película             | Obediencia perfecta                                         |
| Mejor Director             | Jorge Ramírez Suárez - Guten Tag, Ramón                     |
| Mejor Director             | Sebastián del Amo - Cantinflas                              |
| Mejor Director             | Luis Estrada — La dictadura perfecta                        |
| Mejor Director             | Diego Quemada-Díez — La jaula de oro                        |
| Mejor Actriz               | Silvia Navarro - La dictadura perfecta                      |
| Mejor Actriz               | Sandra Echeverría - Amor de mis amores                      |
| Mejor Actriz               | Martha Higareda - Cásese quien pueda                        |
| Mejor Actriz               | Lisa Owen - Los insólitos peces gato                        |
| Mejor Actor                | Óscar Jaenada - Cantinflas                                  |
| Mejor Actor                | Damián Alcázar - La dictadura perfecta                      |
| Mejor Actor                | Juan Manuel Bernal — Obediencia perfecta                    |
| Mejor Actor                | Kristyan Ferrer - Guten Tag, Ramón                          |
| Mejor Campaña Publicitaria | La dictadura perfecta - Alfhaville                          |
| Mejor Campaña Publicitaria | Cantinflas - Videocine                                      |
| Mejor Campaña Publicitaria | Cásese quien pueda - Videocine                              |
| Mejor Campaña Publicitaria | El crimen del Cácaro Gumaro - Fox                           |
| Mejor Canción              | Ríete de amor hasta que mueras de Aleks Syntek - Cantinflas |
| Mejor Canción              | Labios de Jenny and the Mexicats - Amor de mis amores       |
| Mejor Canción              | Quédate Conmigo de Jesús Navarro - Cásese quien pueda       |
| Mejor Promesa Femenina     | Karen Martínez - La jaula de oro                            |
| Mejor Promesa Femenina     | Erika de la Rosa - ¿Qué le dijiste a Dios?                  |
| Mejor Promesa Femenina     | Danae Reynaud - Club Sándwich                               |
| Mejor Promesa Femenina     | Diane Rosser - I hate love                                  |
| Mejor Promesa Masculina    | Sebastián Aguirre - Obediencia perfecta                     |
| Mejor Promesa Masculina    | Lucio Giménez Cacho - Club Sándwich                         |
| Mejor Promesa Masculina    | Brandon López - La jaula de oro                             |
| Mejor Película Documental  | H2Omx - José Cohen y Lorenzo Hagerman                       |
| Mejor Película Documental  | El cuarto desnudo - Nuria Ibáñez                            |
| Mejor Película Documental  | Ilusión nacional - Olallo Rubio                             |
| Mejor Película Documental  | Navajazo - Ricardo Silva                                    |
| Mejor Cortometraje         | Ramona - Giovanna Zacarías                                  |
| Mejor Cortometraje         | El don de los Espejos - Mara Soler Guitian                  |
| Mejor Cortometraje         | La carta - Ángeles Cruz                                     |
| Mejor Cortometraje         | Perfidia - David Figueroa                                   |